# 莫凯歌
格雷戈里·J·穆尔（英語：Gregory J. Moore），中文名为莫凯歌，美国政治学者、国际关系学家，现任科罗拉多基督大学的全球研究与政治学教授。他曾在2022年参加美国科罗拉多州的参议院选举，但在共和党初选中未能获得参选资格。美中关系全国委员会成员。

## 人物经历
莫凯歌生于明尼阿波利斯。在位于明尼苏达州穆尔黑德的康科迪亚学院（Concordia College）学习艺术期间，穆尔到坦桑尼亚达累斯萨拉姆大学交换的一学期激发了他对国际事务的兴趣。2004年，在赵穗生等人指导下，他完成了关于中美关系的博士论文，获丹佛大学博士学位。
历任埃克德学院（Eckerd College）助理教授、浙江大学副教授、宁波诺丁汉大学教授及系主任。

## 著作
- Niebuhrian International Relations: The Ethics of Foreign Policymaking (Oxford University Press, 2020).
- North Korean Nuclear Operationality: Regional Security and Non-Proliferation (Johns Hopkins University Press, 2014)(editor).
- Human Rights and US Policy Toward China from a Christian Perspective (St. Davids, Pennsylvania: Crossroads Monograph Series on Faith and Public Policy, 1999).